# Giovanni Colonnelli
Giovanni Colonnelli (Fabriano, 14 gennaio 1951 – Fabriano, 15 novembre 2021) è stato un calciatore italiano, di ruolo mezzala.

## Carriera
Cresciuto nella Sampdoria, ha disputato con il Parma ben otto stagioni e 242 partite di campionato, ha disputato con i ducali due campionati cadetti esordendo in Serie B il 30 settembre 1973 nella partita Reggina-Parma (1-1), ha chiuso la carriera prima con la Reggiana e poi una stagione con la Maceratese.